# Victory Road (2023)
Pour les articles homonymes, voir Victory Road.
Victory Road (2023) est un Pay-per-view de catch (lutte professionnelle) produit par la promotion américaine Impact Wrestling. L'événement a eu lieu le 8 septembre 2023 au Westchester County Center à White Plains (New York). Il s'agit de la 17e édition de Victory Road.

## Contexte
Les spectacles d'Impact Wrestling sont constitués de matchs aux résultats prédéterminés par les scénaristes de la compagnie. Ces rencontres sont justifiées par des storylines – une rivalité entre catcheurs, la plupart du temps – ou par des qualifications survenues dans les shows. Tous les catcheurs possèdent un gimmick, c'est-à-dire qu'ils incarnent un personnage gentil (Face) ou méchant (Heel), qui évolue au fil des rencontres. Un événement comme Victory Road est donc un événement tournant pour les différentes storylines en cours.  

## Tableau des matchs
| Ordre par numéros | Résultat | Stipulation(s)                                                                           | Temps |
| --- | --- | ---------------------------------------------------------------------------------------- | ----- |
| 1P | Jake Something, Rich Swann et Sami Callihan battent Dirty Dango et The Design (Deaner et Kon)                        | 6-Man Tag Team match                                                                     | 4:48  |
| 2P | Alan Angels bat Guido Maritato                                                                                       | Match simple                                                                             | 5:26  |
| 3P | ABC (Ace Austin et Chris Bey) bat The Most Professionnal Wrestling Gods (Brian Myers et Moose)                       | Tag Team match                                                                           | 8:49  |
| 4 | Lio Rush (c) bat Kushida                                                                                             | Match simple pour le Impact X Division Championship                                      | 10:09 |
| 5 | MK Ultra (Killer Kelly et Masha Slamovich) (c) bat The SHAWntourage (Gisele Shaw et Savannah Evans) (avec Jal Vidal) | Tag Team match pour les Impact Knockouts World Tag Team Championship                     | 8:12  |
| 6 | Crazzy Steve bat Black Taurus                                                                                        | Match simple                                                                             | 9:04  |
| 7 | Tommy Dreamer bat Kenny King (c)                                                                                     | Title vs. Career match Si Tommy Dreamer perd, il sera contraint de se retirer des rings. | 12:14 |
| 8 | Jordynne Grace bat Deonna Purrazzo                                                                                   | Match simple                                                                             | 11:48 |
| 9 | PCO bat Bully Ray | Anything Goes match                                                                      | 9:46  |
| 10 | The Rascalz (Trey Miguel et Zachary Wentz) (c) bat The Motor City Machine Guns (Alex Shelley et Chris Sabin)         | Tag Team match pour les Impact World Tag Team Championship                               | 13:51 |
| 11 | Trinity (c) bat Alisha Edwards (avec Eddie Edwards)                                                                  | Match simple pour le Impact Knockout World Championship                                  | 8:58  |
| 12 | Josh Alexander bat Steve Maclin                                                                                      | Match simple                                                                             | 18:45 |
| La lettre C placée entre parenthèses désigne la personne ou l’équipe championne en titre. P – indique que le match a eu lieu lors du pré-show | |                                                                                          |       |